# Cytochrom P450

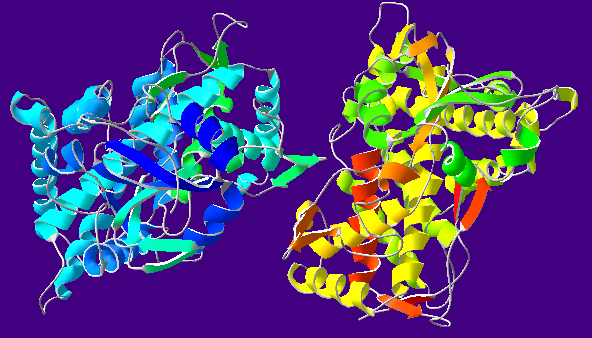
Modele cytochromu P450

Cytochrom P450 – cytochrom z grupy enzymów wykazujących aktywność monooksygenazy. Występują powszechnie w niemal wszystkich tkankach, największą aktywność wykazując jednak w wątrobie i rdzeniu nadnercza. Nie stwierdzono ich obecności w dojrzałych erytrocytach i mięśniach szkieletowych. W genomie człowieka znane jest około 150 różnych genów (ich nazwy zaczynają się od CYP) kodujących różne cytochromy P450. Spotykane wśród przedstawicieli wszystkich domen biologicznych: bakterii, archeonów, zwierząt, roślin, grzybów i pozostałych jądrowców, a nawet wśród wirusów.

## Budowa
Są to przezbłonowe białka o masie cząsteczkowej 50–55 kDa, związane z błoną retikulum endoplazmatycznego oraz wewnętrzną błoną mitochondrialną. Zawierają hem jako grupę prostetyczną. Po związaniu in vitro z tlenkiem węgla większość z nich wykazuje wyraźne maksimum absorpcji światła przy długości fali równej 450 nm.

## Funkcje
Cytochrom P450 katalizuje reakcję hydroksylowania przebiegającą zgodnie z sumarycznym wzorem:
RH + O2 + NADPH + H+ → ROH + H2O + NADP+
Reakcja ta odgrywa bardzo ważną rolę w syntezie cholesterolu ze skwalenu, a także w dalszych przekształceniach cholesterolu w hormony steroidowe i sole kwasów żółciowych.
Cytochrom P450 jest ważnym elementem w metabolizmie ksenobiotyków, zwłaszcza o charakterze hydrofobowym. Produkty metabolizmu zwykle są bardziej hydrofilowe od substratów, co sprzyja ich dalszemu metabolizowaniu i wydalaniu. Bierze również udział w przemianach kwasów tłuszczowych i eikozanoidów.
Oprócz reakcji hydroksylowania katalizuje również epoksydację, dealkilację, oksydacyjną deaminację (np. w metabolizmie amfetaminy), N- oraz S-oksydację i dehalogenację. Bierze również udział (obok dehydrogenazy alkoholowej) w detoksykacji alkoholowej. Wszystkie te reakcje wymagają obecności tlenu i NADPH.
Większość form cytochromu P450 wykazuje niską specyficzność do substratu, katalizując przemianę wielu różnych substancji, także takich, z którymi organizm nie miał kontaktu w rozwoju filogenetycznym (a więc nie miał możliwości ewolucyjnego wykształcenia enzymów o odpowiedniej specyficzności. Niska specyficzność substratowa cytochromu P450 jest tu przystosowaniem ewolucyjnym do metabolizowania szerokiego spektrum ksenobiotyków). Biologiczny okres półtrwania wielu leków jest związany z ich inaktywacją przez cytochrom P450. Ze względu na to często jest obiektem zainteresowania farmakologii. Izoenzymy cytochromu P450 najistotniejsze z punktu widzenia farmakologii to 1A2, 3A3, 3A4 oraz 2D6.

## Mechanizm działania
Cytochrom P450 jest końcowym elementem łańcucha transportu elektronów, z którego przenoszone są one na jeden atom tlenu w cząsteczce O2, redukując go do cząsteczki H2O. Drugi atom jest włączany w substrat. Procesowi nie towarzyszy fosforylacja oksydacyjna.
Po związaniu substratu z grupą hemową, przyjmuje ona elektron z NADPH, czemu towarzyszy redukcja Fe3+ do Fe2+, co umożliwia związanie cząsteczki O2. Następnie następuje przyjęcie drugiego elektronu i przegrupowanie ładunku, wskutek czego żelazo zyskuje stopień utlenienia +3, a tlen -2. Następnie jeden atom z cząsteczki tlenu ulega redukcji do H2O, a drugi atom – rodnik O' – przypuszcza atak na cząsteczkę substratu. Końcowym etapem cyklu przemian jest odłączenie cząsteczki produktu i odtworzenie cząsteczki cytochromu.
Mechanizm redukcji cytochromu P450 związanego z błonami siateczki śródplazmatycznej i z wewnętrzną błoną mitochondrialną jest różny.
- W błonach retikulum endoplazmatycznego elektrony są przekazywane bezpośrednio z NADPH na cytochrom, przy udziale kompleksu reduktazy NADPH-cytP450 będącego flawoproteiną, zakotwiczoną w jednej warstwie błony łańcuchem hydrofobowym. Dla niektórych form cytochromu P450, przy przekazywaniu drugiego elektronu w cyklu może brać udział cytochrom b5 i reduktaza cytb5-cytP450, będąca również flawoproteiną.

- W wewnętrznej błonie mitochondrialnej, elektrony z NADPH na cytochrom P450 przekazywane są poprzez peryferyjne w stosunku do błony białka reduktazę NADPH-adrenodoksyna i adrenodoksynę.

Istnieje bardzo wiele białek wykazujących aktywność cytochromu P450. Jak zostało napisane wyżej, na poziomie organizmu funkcjonuje wiele genów kodujących różne formy cytochromu P450, które dodatkowo wykazują znaczny polimorfizm w obrębie populacji.
Cytochrom P450 jest silnie inaktywowany przez cyjanki oraz tlenek węgla, które wiążąc się mocno z żelazem grupy hemowej blokują miejsce aktywne enzymu.